# Norre göl (Urshults socken, Småland)
Norre göl är en sjö i Tingsryds kommun i Småland och ingår i Mieåns huvudavrinningsområde.